# Kumamoto
La ciutat de Kumamoto (熊本市, Kumamoto-shi) és la capital de la prefectura de Kumamoto a l'illa de Kyushu, al Japó.
Fou una antiga ciutat feudal. Actualment és un centre de serveis de les aglomeracions litorals. La indústria hi és poc desenvolupada: té una filatura, una fàbrica de cautxú i una de maquinària agrícola. A més a més és un centre de pelegrinatge budista i també d'estudis superiors de medicina.